# Joseph Buffum
Joseph Buffum Jr. (* 23. September 1784 in Fitchburg, Massachusetts; † 24. Februar 1874 in Westmoreland, New Hampshire) war ein US-amerikanischer Politiker. Zwischen 1819 und 1821 vertrat er den Bundesstaat New Hampshire im US-Repräsentantenhaus.

## Werdegang
Joseph Buffum besuchte die öffentlichen Schulen seiner Heimat und studierte danach bis 1806 am Dartmouth College in Hanover (New Hampshire). Nach einem anschließenden Jurastudium und seiner Zulassung als Rechtsanwalt begann er in Westmoreland und Keene in seinem neuen Beruf zu arbeiten.
Politisch wurde Buffum Mitglied der Demokratisch-Republikanischen Partei. Bei den Kongresswahlen des Jahres 1818, die staatsweit abgehalten wurden, wurde er für das vierte Abgeordnetenmandat von New Hampshire in das US-Repräsentantenhaus in Washington, D.C. gewählt. Dort trat er am 4. März 1819 die Nachfolge von Salma Hale an. Bis zum 3. März 1821 absolvierte er aber nur eine Legislaturperiode im Kongress. In dieser Zeit trat Spanien Florida an die Vereinigten Staaten ab.
Nach seiner Zeit im Kongress wurde Joseph Buffum im Jahr 1825 zum Richter am Berufungsgericht von New Hampshire ernannt. Später wurde er auch in der Landwirtschaft tätig. Er starb im Februar 1874 in Westmoreland im Alter von 89 Jahren.